# Ecdisia
Ecdisia (del griego ἑκδύω "desnudarse") era un ritual celebrado en Festo, Creta, que incluía ceremonias sagradas y celebraciones, las cuales se celebraban en honor a Leto Fitia, madre de Apolo y Artemisa.
La leyenda trata sobre la historia de Galatea, hija de Evritio y esposa de Lambros. Debido a que su marido le había advertido de que si daba a luz una hija la mataría, Galatea, queriendo salvarla, se vio obligada a ocultar el género de la niña y criarla como varón, llamándola Leucipo. Cuando la joven creció y ya era imposible ocultar su género, Galatea acudió desesperada como suplicante al templo sagrado de Leto y le pidió que transformara a su hija en un hijo, para poder seguir con vida. La diosa sintió pena por ella y aceptó sus oraciones. Así, la joven renunció a su velo de doncella y, por intervención divina de Leto, se transformó en hombre. De esta forma, la fiesta "Ekdysia" recibió su nombre a partir de este incidente.